# Dexia vacua
Dexia vacua là một loài ruồi trong họ Tachinidae.